# Zieglhütte (Waidhaus)
Zieglhütte ist ein Ortsteil des bayerischen Marktes Waidhaus im Landkreis Neustadt an der Waldnaab im Regierungsbezirk Oberpfalz.

## Geographische Lage
Der Weiler Zieglhütte befindet sich etwa zwei Kilometer südlich von Waidhaus und einen Kilometer südlich der Autobahn A6.
Zieglhütte liegt an der Straße von Pfrentsch nach Waidhaus.

## Geschichte
Zieglhütte (auch in der Schreibweise: Ziegelhütte) gehörte seit 1821 zusammen mit Heilinghaus, Thomasgschieß und dem Dorf Pfrentsch selbst zur Gemeinde Pfrentsch.
Von 1821 bis 1939 wurde eine Ortschaft Ziegelhütte als Ortsteil von Waidhaus erwähnt.
Dabei handelte es sich jedoch nicht um die hier in diesem Artikel behandelte Zieglhütte, sondern um eine etwa einen Kilometer weiter nordöstlich gelegene andere Ortschaft.
Diese andere Ziegelhütte wurde in der Aufzählung der Ortsteile von Waidhaus aus dem Jahr 1969 nicht mehr als Ortsteil genannt.
An diese andere Ortschaft erinnert noch eine Straße mit dem Namen „Ziegelweg“ am Südostrand von Waidhaus.
1867 hatte die Zieglhütte drei Gebäude und sieben Einwohner. Sie gehörte zur Gemeinde Pfrentsch. Zur Gemeinde Pfrentsch gehörten zu dieser Zeit die Ortsteile Thomasgschieß, Pfrentsch und Zieglhütte (hier Schreibweise: Ziegelhütte).
1976 wurde Zieglhütte als Teil der Gemeinde Pfrentsch nach Waidhaus eingemeindet.

## Religion
1838 hatte die Zieglhütte ein Haus und 9 Katholiken. Sie war zu 100 % katholisch und gehörte zur Expositur Burkhardsrieth.
1913 hatte Zieglhütte ein Haus und 7 Katholiken. Auf dem Gebiet der Pfarrei Pleystein, zu der die Expositur Burkhardsrieth gehörte, wohnten zu dieser Zeit 2757 Katholiken und 4 Protestanten.
1990 lebten in Zieglhütte 16 Katholiken. Zieglhütte gehörte zur Expositur Burkhardsrieth der Pfarrei Pleystein. In der Expositur Burkhardsrieth lebten zu dieser Zeit 798 Katholiken und 12 Nichtkatholiken.